# Аристов, Вячеслав Васильевич
Вячесла́в Васи́льевич А́ристов (16 июня 1937, Болгар, Куйбышевский район, Татарская АССР, РСФСР, СССР — 12 июня 1992, Казань) — казанский библиограф

 и краевед, заведующий отделом рукописей и редких книг (ОРРК) Научной библиотеки им. Н. И. Лобачевского Казанского государственного университета (НБЛ) в 1965—1992 гг.

## Биография
Отец, Василий Максимович, работал учителем истории, мать, Нина Георгиевна, — учительница русского языка и литературы. В 1953 г. Аристовы переехали в Казань. В 1955 г. Вячеслав окончил казанскую среднюю школу № 2 и поступил на отделение русского языка и литературы историко-филологического факультета Казанского университета. Окончил университет в 1960 г., получив специальность «филолог, учитель русского языка и литературы средней школы». Без распределения был назначен в университетскую библиотеку в отдел обменно-дублетного фонда, в том же году перешёл в ОРРК. В 1961 г. вышел в свет подготовленный им сборник «Материалы цензурного комитета при Казанском университете, 1812—1827 гг». В 1962 г. в сборнике «Неизвестные страницы литературной жизни казанского студенчества 30-40 гг. XIX в.» была опубликована статья В. В. Аристова «Диссертация кирилло-мефодиевца И. Я. Пасяды», содержащая новые сведения о соратнике Т. Г. Шевченко.
В марте 1962 г. он был направлен преподавателем русского языка на Кубу. Вернувшись в Казань в 1963 г., продолжил работу в ОРРК. Опубликовал неизвестное письмо Н. П. Огарева профессору Казанского университета И. М. Симонову, статью о казанских списках «Горе от ума» А. С. Грибоедова и т. д. Основной труд В. В. Аристова этого периода — «Материалы по истории Казанского университета первой половины XIX в.» (1968), являющийся важным справочным пособием о фонде ОРРК.
25 октября 1965 г. В. В. Аристов назначен заведующим ОРРК, занимая эту должность до конца жизни. К концу 60-х годов в основном сформировался профиль Аристова-ученого: книговед, краевед, изучающий культурную, литературную жизнь Казанского края конца XVIII — первой четверти XX вв., историю Казанского университета, НБЛ, её книжные и рукописные фонды.
Принимал активное участие в создании сборника документов и материалов Н. И. Лобачевского «Научно-педагогическое наследие. Руководство Казанским университетом. Фрагменты. Письма.» (М.: Наука, 1976), подготовив совместно с Н. В. Ермолаевой разделы о ректорской и библиотечной деятельности знаменитого математика. За монографию «История Научной библиотеки им. Н. И. Лобачевского (1804—1850)» (в соавторстве с Н. В. Ермолаевой) удостоен университетской премии первой степени за 1986 г. В 1990 г. осуществил первую публикацию записок Симонова об экспедиции 1819—1821 гг., рукопись которых хранится в Казани. Записки вошли в состав сборника «Два плавания вокруг Антарктиды», изданного Казанским университетом.
Скоропостижно скончался 12 июня 1992 года, не дожив нескольких дней до своего 55-летия.

## Некоторые труды
- Аристов В. В. Хлебников и Казань. В приложении — статья об исследователе.
- Казанские находки Вячеслава Аристова (недоступная ссылка)
- Казанский государственный университет. Научная библиотека им. Н. И. Лобачевского. Описание рукописей научной библиотеки им. Н. И. Лобачевского.
  - Вып. 7: Материалы цензурного комитета при Казанском университете: 1812—1827 гг. / В. В. Аристов. — Казань, 1961. — 47 с.
  - Вып.15: Материалы по истории Казанского университета первой половины 19 в. — 1968. — 102 с.
- В. В. Аристов. Подарок декабриста: (По страницам неизвестных рукописей и забытых книг). — Казань: Изд-во Казан. ун-та, 1970. — 120 с.
- Аристов В. В. Прочитано Ильичом: О казанских изданиях в Кремлёвской библиотеке В. И. Ленина. — Казань: Изд-во Казанского ун-та, 1970. — 57 с.
- Аристов, Вячеслав Васильевич. Казанские находки. Поиски литературные и исторические. — Казань: Таткнигоиздат, 1985. — 191 с.
- Аристов В. В., Ермолаева Н. В. История Научной библиотеки им. Н. И. Лобачевского (1804—1850). — Казань: Изд-во Казан. ун-та, 1985. — 151 с.
- Аристов В. В. Страницы славной истории: рассказы о Казанском университете. — Казань: Изд-во Казан. гос. ун-та, 1987. — 222 c.
- Аристов, Вячеслав Васильевич. Первое литературное общество Поволжья: (К истории Казанского общества любителей отечественной словесности в 1806—1818 гг.) / Отв. ред. В. И. Шишкин.—Казань: Изд-во Казан. ун-та, 1992. — 46 с.
- Биография В. В. Аристова (недоступная ссылка)
- Рыцарь краеведения (недоступная ссылка)